# Партия социальной демократии Молдовы
Партия социальной демократии Молдовы (рум. Partidul Democraţiei Sociale din Moldova) — политическая партия в Республике Молдова, существовала в 2006—2007 годах. В 2007 году слилась с Социал-демократической партией (СДП), Дмитрий Брагиш был избран председателем СДП.

## Результаты на выборах
На всеобщих местных выборах 2007 года Партия социальной демократии Молдовы участвовала самостоятельно.
- Муниципальные и районные советы — 4,10 % голосов и 46 мандатов
- Городские и сельские советы — 3,92 % голосов и 416 мандатов